# Todżyńczycy
Todżyńczycy – grupa etniczna wyróżniona wśród Tuwińców, zamieszkująca głównie kożuun todżyński w Tuwie w Rosji. Według spisu powszechnego z 2010 roku w granicach Rosji mieszkało 1858 Todżyńczyków. Posługują się todżyńskim dialektem języka tuwińskiego.
Zajmują się oni tradycyjną hodowlą reniferów oraz zbieractwem. Cechuje ich też tradycyjny styl życia. Większość zamieszkuje z skórzanych namiotach w tajdze. Nie należy ich klasyfikować jako nomadów-pasterzy, a raczej jako myśliwych-zbieraczy, którzy wędrują wraz z niewielkim stadem reniferów, które ma wspierać ich myśliwski tryb życia (transport, pozyskiwanie mleka).
Są blisko spokrewnieniu z ludem Caatan, mieszkającym w Mongolii.